# Ołeksandr Mykulak
Ołeksandr Wasylowycz Mykulak, ukr. Олександр Васильович Микуляк (ur. 29 grudnia 1976 w Iwano-Frankiwsku) – ukraiński piłkarz, grający na pozycji pomocnika, a wcześniej napastnika.

## Kariera piłkarska

### Kariera klubowa
Wychowanek Prykarpattia Iwano-Frankiwsk, w barwach którego w 1994 rozpoczął karierę piłkarską. 7 października 1994 debiutował w Wyższej Lidze w meczu z Wołyniem Łuck. Potem grał w klubach Chutrowyk Tyśmienica, Krystał Czortków i FK Czerkasy, po czym w 1998 wrócił do Prykarpattia Iwano-Frankiwsk. Od wiosny 1999 do lata 2000 bronił barw Kreminia Krzemieńczuk. Latem 2000 został piłkarzem Metałurha Zaporoże. W rundzie jesiennej sezonu 2002/03 występował w Tawrii Symferopol. Podczas przerwy zimowej ponownie wrócił do Prykarpattia Iwano-Frankiwsk. Latem 2003 wyjechał do Kazachstanu, gdzie podpisał roczny kontrakt z Aktöbe-Lento Aktöbe. Po występach w klubach MFK Mikołajów i Karpaty Lwów w kwietniu 2005 kolejny raz wrócił do Iwano-Frankiwska. Bronił barw Fakeła Iwano-Frankiwsk, który w 2007 zmienił nazwę na Prykarpattia Iwano-Frankiwsk. W klubie pełnił również funkcje kapitana drużyny. Po zakończeniu rundy jesiennej sezonu 2011/12 zakończył karierę piłkarską.

## Sukcesy i odznaczenia

### Sukcesy klubowe
- mistrz Pierwszej lihi Ukrainy: 1994